# Haaniella scabra
Haaniella scabra är en insektsart som först beskrevs av Ludwig Redtenbacher 1906.  Haaniella scabra ingår i släktet Haaniella och familjen Heteropterygidae. Inga underarter finns listade i Catalogue of Life.